# Epitelio ciliado
Epitelio ciliado es el epitelio que contiene células con cilios vibrátiles en su pared libre.
Los epitelios ciliados tienen la capacidad de mover líquido o moco, merced a movimientos oscilantes, batiendo en una dirección fija. En el movimiento rápido, efector, el cilio se vuelve duro, mientras que recupera su flexibilidad en el movimiento lento, de recuperación, en el sentido contrario. 
- Datos: Q5834930